# شیموگو، فوکوشیما
شیموگو، فوکوشیما (به لاتین: Shimogō, Fukushima) یک منطقهٔ مسکونی در ژاپن است که در استان فوکوشیما واقع شده‌است. شیموگو ۳۱۷٫۰۹ کیلومترمربع مساحت و ۶٬۰۱۵ نفر جمعیت دارد.